# Franz Böckli
Franz Böckli (* 15. März 1858; † 14. Februar 1937) war ein Schweizer Sportschütze.

## Erfolge
Er nahm mit der Armee-Mannschaft der Schweiz am Mannschaftswettbewerb mit dem Armeegewehr über 300 Meter teil und gewann mit dieser die Goldmedaille. Er errang auch drei Weltmeistertitel mit dem Gewehr, davon zwei mit der Mannschaft und einen im Einzel.